# モレッタ
モレッタ（伊: Moretta）は、イタリア共和国ピエモンテ州クーネオ県にある、人口約4,100人の基礎自治体（コムーネ）。

## 地理

### 位置・広がり

#### 隣接コムーネ
隣接するコムーネは以下の通り。括弧内のTOはトリノ県所属を示す。
- カルデ
- ファウレ
- ムレッロ
- ポロンゲーラ
- サルッツォ
- トッレ・サン・ジョルジョ
- ヴィッラフランカ・ピエモンテ (TO)
- ヴィッラノーヴァ・ソラーロ

#### 地震分類
イタリアの地震リスク階級 (it) では、3 に分類される
。

## 行政

### 分離集落
モレッタには、以下の分離集落（フラツィオーネ）がある。
- Boglio, Bogliotto, Brasse, Brasse Piccolo, Castelletto, Pasco, Piattera, Pralungo, Prese, Roncaglia, Tetti Varaita